# لازارد

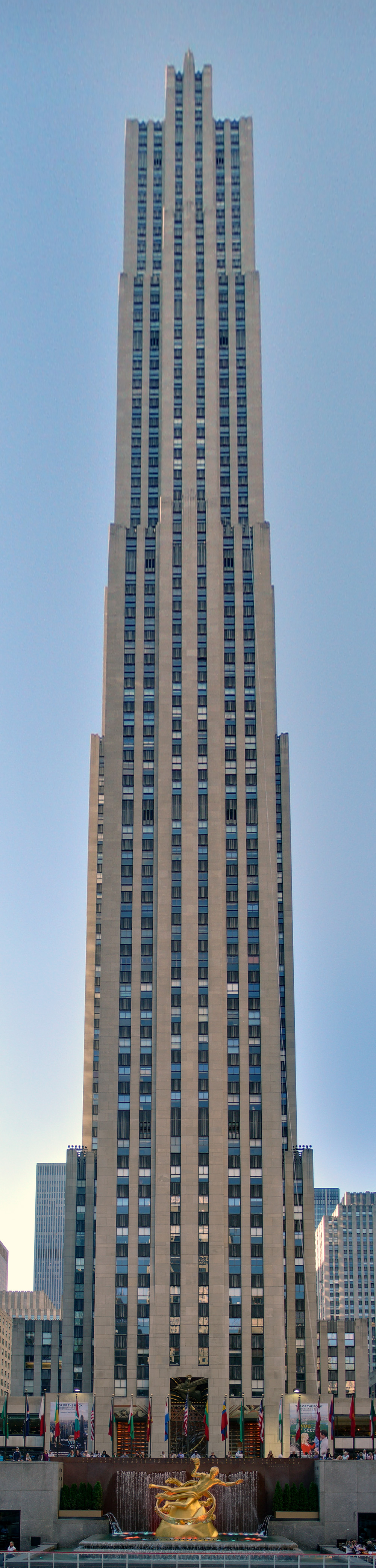
ساختمان جی‌ئی، در منهتن، نیویورک، ساختمان مرکزی لازارد

لازارد (به انگلیسی: Lazard) یا لازارد، شرکت خدمات مالی و بانکداری آمریکایی است، که در زمینه ارائه خدمات بانکداری سرمایه‌گذاری، مدیریت سرمایه‌گذاری و مدیریت ثروت، همچنین ارائه خدمات بیمه و مدیریت صندوق‌های سرمایه‌گذاری، فعالیت می‌نماید.
بانک لازارد در سال ۱۸۴۸ توسط الکساندر لازارد، لازار لازارد و سایمون لازارد، در شهر نیواورلئان، لوئیزیانا تأسیس شد و در حال حاضر دارای شعبه در ۴۰ شهر (۲۶ کشور) می‌باشد. دفتر مرکزی این شرکت در ساختمان جی‌ئی، در منهتن، نیویورک قرار دارد و دفتر بین‌الملل آن در شهر همیلتون، برمودا مستقر می‌باشد. بخشی از سهام بانک لازارد در بازار بورس نیویورک معامله می‌شود.